# Erdőskert
Erdőskert est un quartier situé dans le 18e arrondissement de Budapest. 